# DM i cykelcross 1992
Danmarksmesterskaberne i cykelcross 1992 var den 23. udgave af DM i cykelcross. Mesterskabet fandt sted i januar 1992 på en rundstrækning ved Møllebakken i centrum af Kalundborg.
Hjemmebanefavoritten Henrik Djernis fra Kalundborg Cykle Club vandt sit ottende danmarksmesterskab i træk, da han kom over målstregen foran klubkammeraten Michael Jørgensen på andenpladsen.

## Resultater
| Event        | Guld              | Sølv              | Bronze              |
| ------------ | ----------------- | ----------------- | ------------------- |
| Herrer       |                   |                   |                     |
| Herrer elite | Henrik Djernis    | Michael Jørgensen | Jan Erik Østergaard |
| Herrejunior  | Kim Bang Sørensen | Jesper Agergaard  | Mark Tune Madsen    |